# Eucereon centrale
Eucereon centrale là một loài bướm đêm thuộc phân họ Arctiinae, họ Erebidae.